# 河﨑秋子
河﨑 秋子（かわさき あきこ、1979年 - ）は、日本の小説家。元羊飼い。

## 経歴・人物
北海道別海町生まれ。帯広大谷高等学校、北海学園大学経済学部卒業。学生時代は文芸サークルに所属していた。大学卒業後、ニュージーランドで1年間、綿羊の飼育技術を学ぶ。その後、酪農を営む別海町の実家で酪農従業員の傍ら、綿羊を飼育・出荷した。
2011年、「北夷風人」が第45回北海道新聞文学賞（創作・評論部門）で佳作に入選する。2012年、「東陬遺事」（とうすういじ）で第46回北海道新聞文学賞（創作・評論部門）を受賞する。2014年、「颶風の王」で三浦綾子文学賞を受賞する。2016年、同作でJRA賞馬事文化賞を受賞する。「作家では中島敦が好きで、憧れている」と語っている。2019年、『肉弾』で第21回大藪春彦賞受賞。同年末より、十勝管内の街に移住し専業作家となる。2020年、『土に贖う』で第39回新田次郎文学賞受賞、第33回三島由紀夫賞候補。2020年度釧新郷土芸術賞受賞。2022年、『絞め殺しの樹』で第167回直木賞候補。2024年、『ともぐい』で直木賞受賞。
動物と北海道の近現代史を題材とした作品が多い。動物を題材とするのは羊飼いの経験が影響しており、北海道史の知識は学生時代に制作会社で市町村史や歴史資料をアーカイブ化する手伝いのアルバイトをした経験が生かされているという。

## 作品リスト

### 著作
- 『颶風の王』（2015年8月 KADOKAWA / 2018年8月 角川文庫）
- 『肉弾』（2017年10月 KADOKAWA / 2020年6月 角川文庫）
- 『土に贖う』（2019年9月 集英社 / 2022年11月 集英社文庫）
- 『鳩護』（2020年10月 徳間書店 / 2023年7月 徳間文庫）
- 『絞め殺しの樹』（2021年12月 小学館 / 2024年4月 小学館文庫）
- 『鯨の岬』（2022年6月 集英社文庫）
- 『介護者D』（2022年9月 朝日新聞出版）
- 『清浄島』（2022年10月 双葉社）
- 『ともぐい』（2023年11月 新潮社）
- 『森田繁子と腹八分』（2024年11月 徳間書店）

### 共著収録作品
- 「北夷風人」（『北の文学2011』収録、2012年1月 北海道新聞社）
- 「東陬遺事」（『北の文学2012』収録、2013年1月 北海道新聞社）
- 『骨踊り』（向井豊昭）書評（岡和田晃編『現代北海道文学論』収録、2019年12月 藤田印刷エクセレントブックス）

### 雑誌掲載作品
小説
- 「南北海鳥異聞」」 - 『小説すばる』2018年1月号
- 「うまねむる」 - 『小説すばる』2018年6月号
- 「洞ばなし」 - 『小説トリッパー』2020年夏季（6月）号
- 「梁が落ちる」 - 『小説宝石』2020年8･9月合併号
- 「こひつじメリー」 - 『小説トリッパー』2025年夏季号

エッセイ等
- 「コーチャンフォー」 - 『すばる』2019年1月号
- 「羊飼い記念日」（全24回） - 『カドブン』2019年連載
- 「羊飼い終了記念日」 - 『週刊ポスト』2020年1月31日号 - 2020年7月10日・17日合併号 連載